# 1736 Floirac
1736 Floirac је астероид главног астероидног појаса са средњом удаљеношћу од Сунца која износи 2,228 астрономских јединица (АЈ).
Апсолутна магнитуда астероида је 12,2.